# همبستگی (روزنامه)
همبستگی روزنامه‌ای فارسی و ارگان حزب همبستگی ایران اسلامی بود که در اردیبهشت سال ۱۳۸۷ توقیف شد و مدتی بعد رفع توقیف و پس از چندی از انتشار تعطیل شد. غلام‌حیدر ابراهیم بای سلامی سردبیری این روزنامه را بر عهده داشت.
علی صالح‌آبادی مدتی مدیرمسئول روزنامه بود که برکنار شد.